# Roemeens voetbalkampioenschap 1926/27
In 1926/27 werd het vijftiende kampioenschap in Roemenië georganiseerd. Dit keer namen er 10 regionale kampioenen deel van 3 juli tot 8 augustus. Chinezul werd voor de zesde opeenvolgende keer kampioen, de club vestigde hiermee een record dat Steaua Boekarest pas in 1998 zou evenaren, maar niet verbreken.

## Deelnemers
| Regio     | Kampioen                       |
| --------- | ------------------------------ |
| Arad      | AMEF Arad                      |
| Brașov    | Colțea Brașov                  |
| Boekarest | Unirea Tricolor Boekarest      |
| Cernăuți  | Macabi Cernăuți                |
| Chisinau  | Mihai Viteazul Chisinau        |
| Cluj      | Universitatea Cluj             |
| Galați    | Dacia Vasile Alecsandri Galați |
| Satu Mare | Olimpia Satu Mare              |
| Sibiu     | Societatea de Gimnastică Sibiu |
| Timișoara | Chinezul Timișoara             |

## Uitslagen

### Voorronde
| Thuisploeg                     | – | Uitploeg                  | Uitslag   |
| ------------------------------ | - | ------------------------- | --------- |
| Societatea de Gimnastică Sibiu | – | Unirea Tricolor Boekarest | 2:3 (0:0) |
| Mihai Viteazul Chisinau        | – | Macabi Cernăuți           | 6:0 (3:0) |

### Kwartfinale
| Thuisploeg                     | – | Uitploeg                | Uitslag                        |
| ------------------------------ | - | ----------------------- | ------------------------------ |
| Dacia Vasile Alecsandri Galați | – | Colțea Brașov           | 1:7 (0:3)                      |
| Unirea Tricolor Boekarest      | – | Mihai Viteazul Chisinau | 4:4 (2:2, 3:3), 3:1 (0:0, 1:1) |
| Universitatea Cluj             | – | AMEF Arad               | 3:0 (1:0)                      |
| Chinezul Timișoara             | – | Olimpia Satu Mare       | 6:1 (4:1)                      |

### Halve Finale
| Thuisploeg         | – | Uitploeg                  | Uitslag   |
| ------------------ | - | ------------------------- | --------- |
| Colțea Brașov      | – | Unirea Tricolor Boekarest | 4:1 (2:0) |
| Chinezul Timișoara | – | Universitatea Cluj        | 5:2 (3:1) |

### Finale
| Thuisploeg         | – | Uitploeg      | Uitslag                        |
| ------------------ | - | ------------- | ------------------------------ |
| Chinezul Timișoara | – | Colțea Brașov | 2:2 (0:0, 2:2), 4:3 (2:2, 3:3) |